# Château de Cambron (Belgique)
Pour les articles homonymes, voir Château de Cambron et Cambron (homonymie).
Le château de Cambron est un château situé en Wallonie dans la commune belge de Cambron-Casteau.

## Histoire
Le comte Constant du Val de Beaulieu (1751-1828), maire de Mons, acquiert en 1803 l'abbaye de Cambron. Son fils, le général Édouard Duval de Beaulieu de Blaregnies (1789-1876), fait construire l'actuel château au départ de l'ancienne infirmerie de l'abbaye. Étalée entre 1852 et 1854, la construction est à mettre à l'actif de l'architecte athois Désiré Limbourg. Celui-ci a travaillé pour Léopold Ier ainsi que pour son fils. 
Datant de la même période, des grilles en fer forgé situées à l'entrée de la propriété sont frappées des initiales entrelacées DVB des comtes du Val de Beaulieu. La famille du Val possédait également le château d'Attre et le château de Beaulieu près de Mons[réf. nécessaire].
La famille Ullens de Schooten, descendant du général Édouard Duval de Beaulieu de Blaregnies, conserva le château de Cambron jusqu’en 1993[réf. nécessaire].
La famille Dombs rachète le château aux Ullens en 1993 et y fonde le parc animalier Paradisio, renommé Pairi Daiza en 2010.

## Le château
La façade sud du château présente un prostyle avec six colonnes de pierres d'un seul tenant surmontées de chapiteaux de bronze. Le bâtiment de vingt-et-une travées sur cinq présente une façade principale à double corps en calcaire et briques peintes,.
D'esprit néoclassique, il présente une certaine ressemblance avec le palais royal de Bruxelles avant ses travaux entrepris par Léopold II. Ceci s'expliquerait par les précédents travaux de l'architecte pour les premiers rois belges[réf. nécessaire].

## Galerie

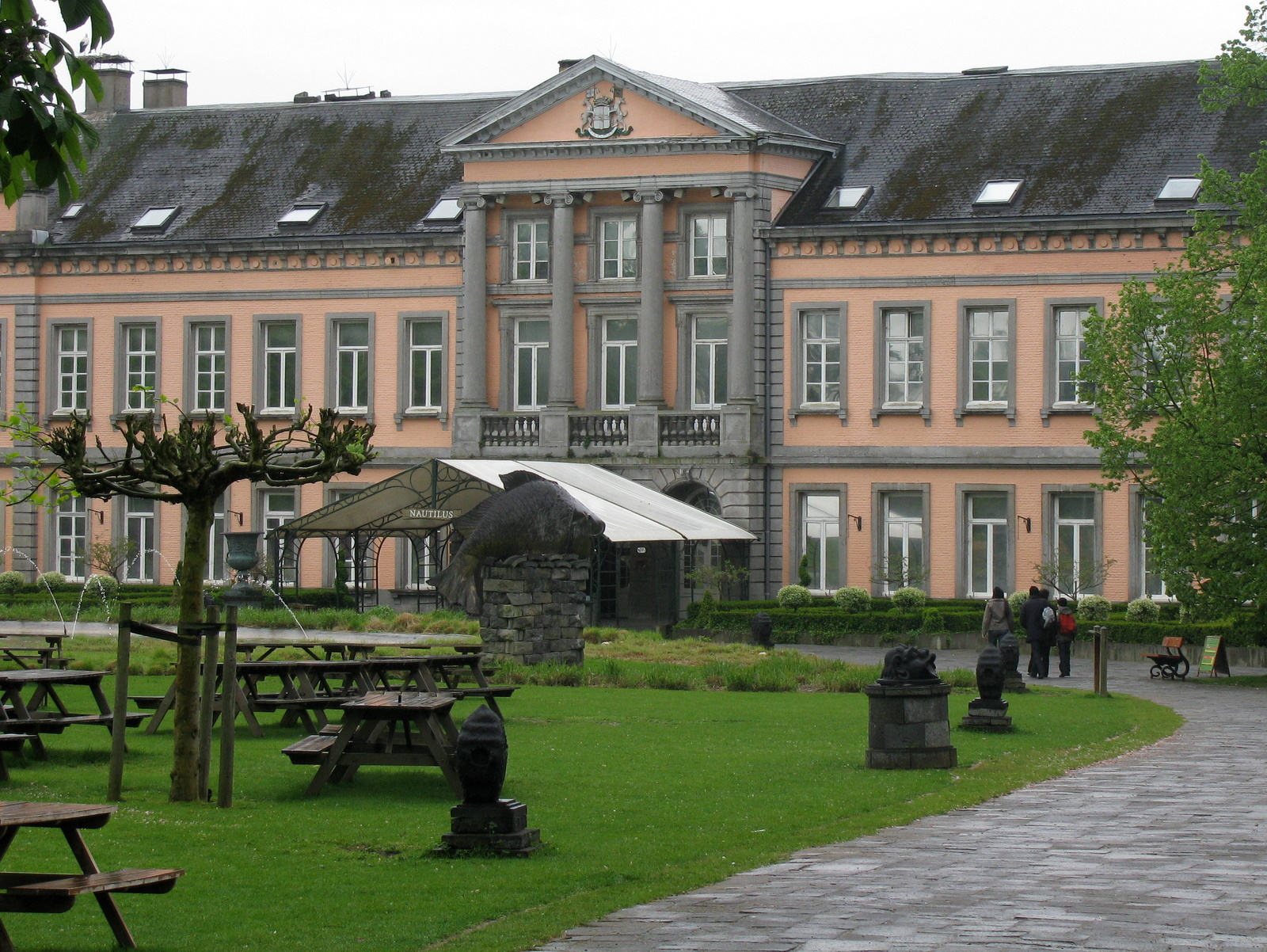
Façade nord
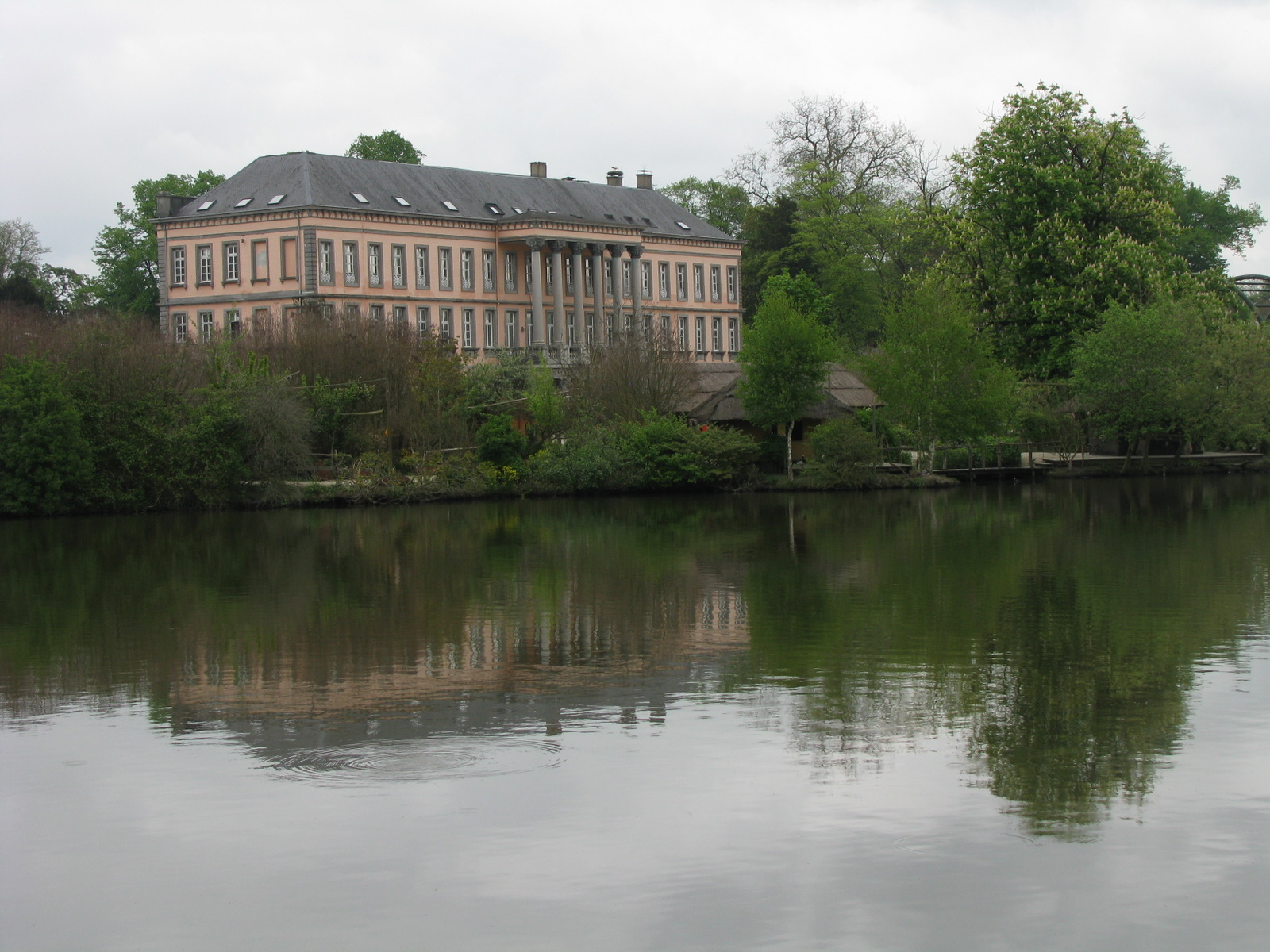
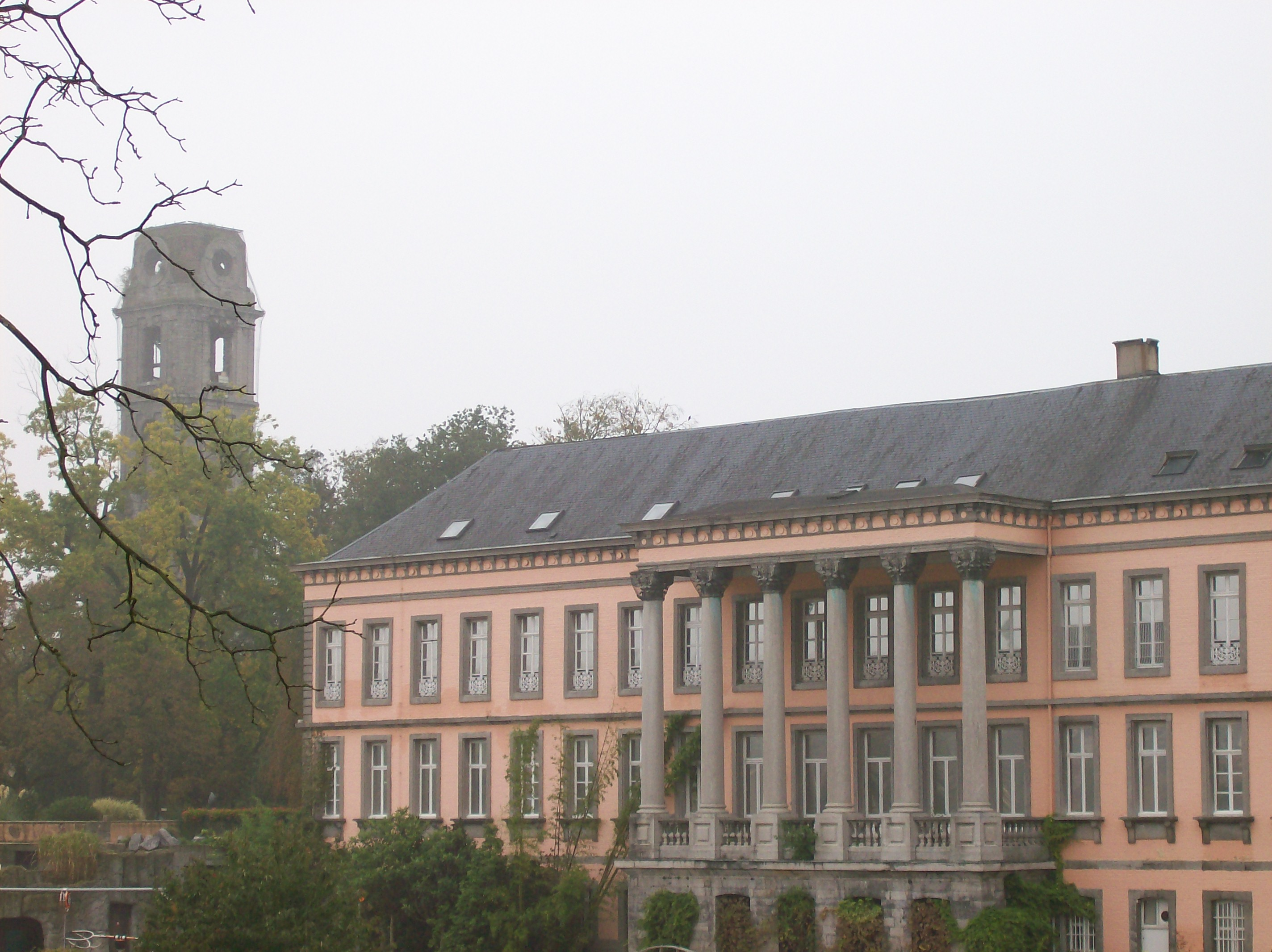
Façade sud et son péristyle
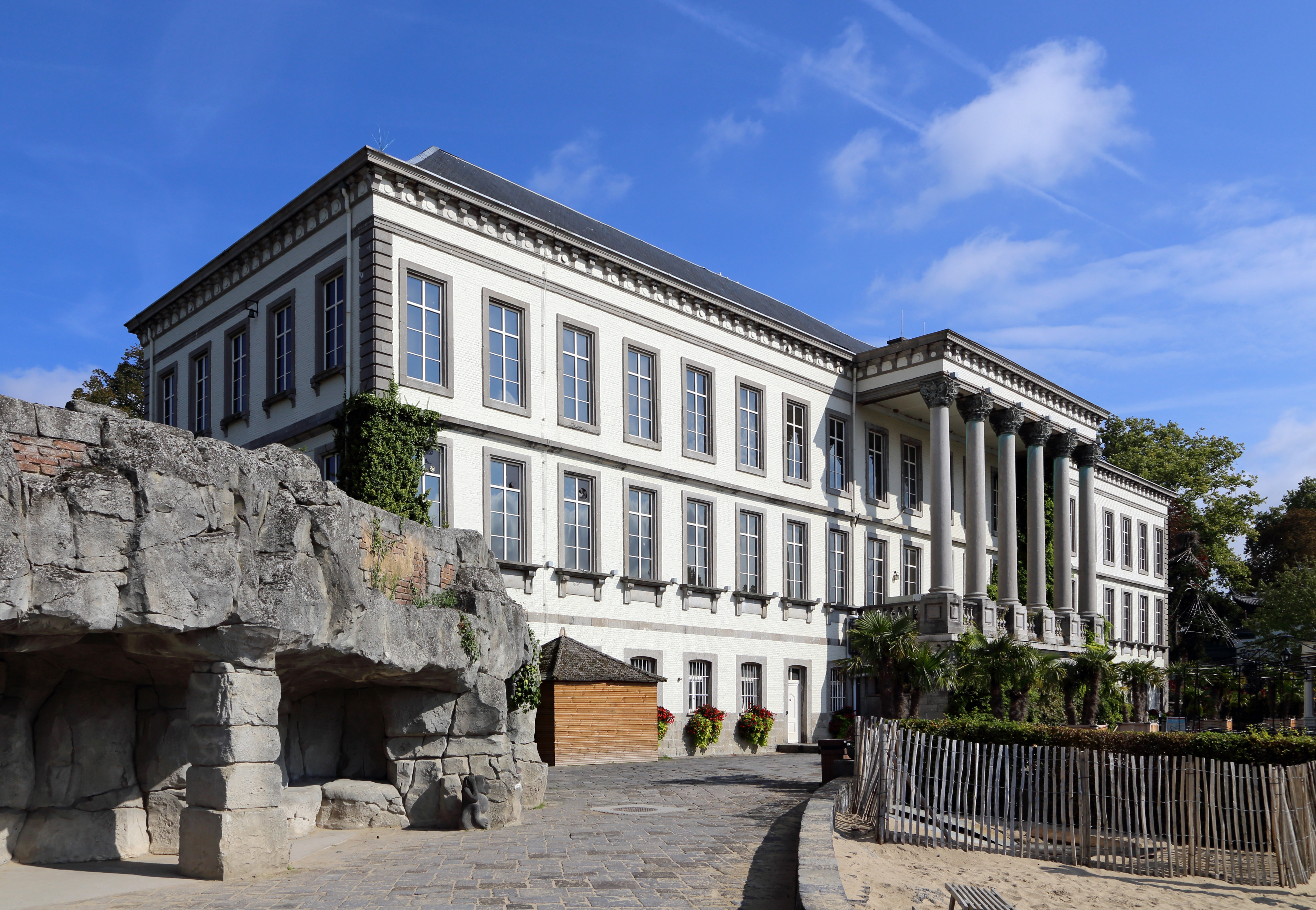
Façades ouest et sud